# Mitar Novaković
Mitar Novaković (kyrillisch: Митар Новаковић; * 27. September 1981 in Bar) ist ein montenegrinischer Fußballspieler. Zurzeit spielt er für Amkar Perm in der russischen Premjer-Liga.

## Karriere

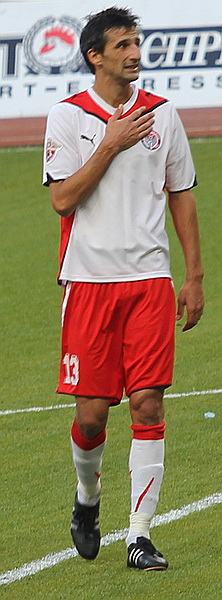
Mitar Novakovic im Trikot von Amkar Perm

Novaković begann seine Profilaufbahn mit 18 Jahren beim FK Mornar Bar und wechselte 1999 zum Fußballklub in  Zvezdara. Er gab ein kurzes Gastspiel in Borča und wechselte dann zum serbischen Klub Čukarički Belgrad. Nach einer Zwischenstation beim Verein Radnički Jugopetrol spielte er von 2003 bis 2005 beim FK Železnik. Danach verbrachte er ein Jahr beim FK Rad und zwei Jahre beim OFK Beograd und tritt nun seit 2008 für Amkar Perm an.
Seit 2007 spielt er auch für die Fußballnationalmannschaft Montenegros, er hatte dort bisher (Stand: April 2011) 19 Einsätze.